# Удино (Дмитровський міський округ)
У́дино (рос. Удино) — присілок у складі Дмитровського міського округу Московської області, Росія.

## Населення
Населення — 38 осіб (2010; 55 у 2002).
Національний склад (станом на 2002 рік):
- росіяни — 85 %